# گونگ لی
گونگ لی (به چینی ساده‌شده: 巩俐؛ به چینی سنتی: 鞏俐) (زاده ۳۱ دسامبر ۱۹۶۵) یک بازیگر چینی سینما است. او نخستین بار از طریق همکاری با ژانگ ییمو کارگردان چینی به شهرت جهانی رسید و او را در اعتباربخشی به سینمای چین در اروپا و ایالات متحده یاری داد.

## زندگی‌نامه
گونگ لی در شنیانگ مرکز استان لیائونینگ چین زاده شد و پنجمین فرزند خانواده‌اش بود. پدر او یک استاد اقتصاد و مادرش که هنگام تولد او چهل سال داشت یک آموزگار بود. گونگ در جینان مرکز استان شاندونگ بزرگ شد. او از سن جوانی می‌دانست که قصد دارد یک بازیگر شود و در مدرسه نیز در آواز خوانی و رقص بهتر از دیگران بود. او سرانجام در آکادمی مرکزی تئاتر پکن در سال ۱۹۸۵ پذیرفته و در ۱۹۸۹ دانش‌آموخته شد. او هنوز یک دانشجو بود که ژانگ ییمو او را در سال ۱۹۸۷ برای بازی در نقش اصلی نخستین فیلمش به‌عنوان یک کارگردان برگزید.

## حرفه

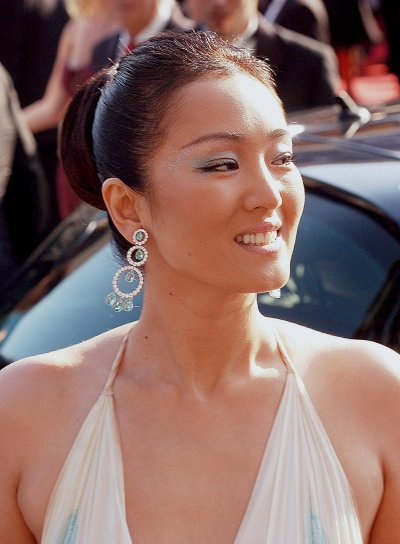
فستیوال فیلم کن ۲۰۰۷

طی چندین سال بعد، پس از آغاز به کارش در فیلم ذرت سرخ گونگ برای بازی‌های عالیش در فیلم‌های متعدد ژانگ ییمو هم در داخل و هم دنیا مورد تحسین قرار گرفت. او در فیلم جو دوو در سال ۱۹۹۰ حضور یافت. هنگامی که او به‌خاطر بازی در فیلم فانوس قرمز را برافراز نامزد اسکار ۱۹۹۱ شد بیش از پیش مورد توجه همگانی قرار گرفت. فیلم داستان کیوجو برای او جایزه بهترین بازیگر زن جشنواره فیلم ونیز ۱۹۹۲ را به همراه داشت. بازی در این ملودرام درخشان، او را به عنوان نماد بازیگری بین‌المللی برخاسته از چین به همه معرفی کرد.
نقش‌هایی را که بازی کرد، اعتبار و وجهه او در دنیای سینما استحکام بخشیدند. آن چنان که نشریه آسیاویک او را یکی از فریبنده‌ترین ستاره‌های سینما در دنیا و یک بازگشت دلپذیر به دوره طلایی هالیوود دانست. گونگ و ژانگ، به هرحال تنها دو همکار نبودند و رابطه عاشقانه نیز با یکدیگر داشتند. هنگامی که گونگ به این رابطه شخصیش در سال ۱۹۹۵ پایان داد (و سپس ازدواج با یک بازرگان)، رابطه حرفه‌ایشان نیز در آن مقطع زمانی پایان پذیرفت. (تا سال ۲۰۰۶ که در فیلم نفرین گل طلایی ژانگ ییمو به بازی پرداخت.)

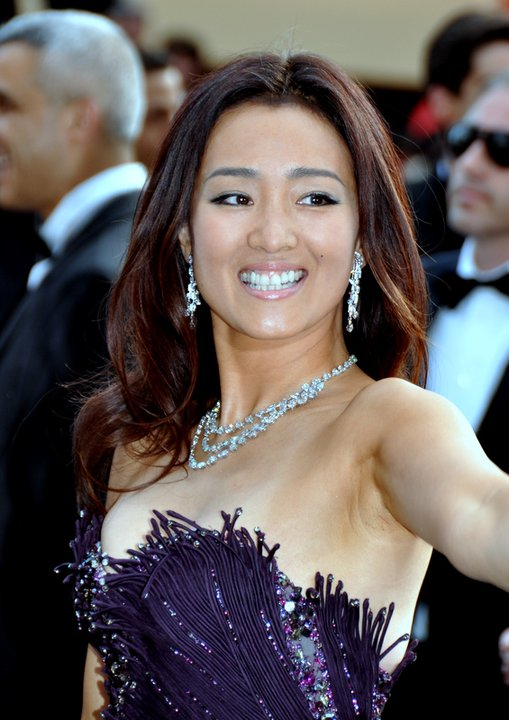
فستیوال فیلم کن ۲۰۱۱

در سال ۱۹۹۳ جایزه انجمن منتقدان نیویورک (NYFCC) را برای نقش‌آفرینی در فیلم بدرود همخوابه من به کارگردانی چن کایگه دریافت کرد. در سال ۲۰۰۶ مجله پرمیر نقش‌آفرینی او را در رتبه ۸۹ برترین بازی‌های تمام دوران جای داد. همزمان با پیشرفت و افزایش نفوذش، گونگ به انتقاد از سیاست سانسور در چین پرداخت. فیلم‌های او «بدرود همخوابه من» و «داستان کیوجو» به دلیل مضمون منتقدانه‌ای که داشتند در کشورش مورد غضب قرار گرفتند. یک مقام دولتی دربارهٔ صحنه‌های سکسی در فیلم «جو دوو» گفته بود که فیلم اثر بدی بر سلامت جسمی و روحی جوانان می‌گذارد.
به رغم تمام این اتفاق‌ها، گونگ برای چند سال از کار در فیلم‌های هالیوود سرباز زد، هم به خاطر نداشتن اعتماد به نفس در صحبت کردن به زبان انگلیسی و هم نارضایتیش از نقش‌هایی که به او پیشنهاد می‌شدند. نخستین بازی مهم او در یک فیلم انگلیسی‌زبان، ایفای نقش ماتسوموموی زیبا و انتقام‌جو در فیلم خاطرات یک گیشا بود. دیگر نقش‌های انگلیسی‌زبان او در فیلم‌های میامی وایس (۲۰۰۶) و خیزش هانیبال (۲۰۰۷) به انجام رسید. در همه این سه فیلم او خطوط آواشناختی زبان انگلیسیش را فرا گرفت.

## زندگی شخصی
رابطه او با ژانگ ییمو هم حرفه‌ای بود و هم عاشقانه، که همین به‌وجود آورنده مشکلاتی در دوران همکاری طولانی آن دو نفر بود. این پیوند سرانجام در سال ۱۹۹۵ پایان یافت. در ۱۹۹۶ شایعه‌هایی مبنی بر ازدواج گونگ با یک بازرگان بزرگ سنگاپوری شنیده شد که مورد تکذیب او قرار گرفت. تا اینکه یک نشریه زرد سنگاپوری یک کپی از سند ازدواج آن دو را به چاپ رساند و سرانجام یک مهمانی عروسی را در باشگاه چینِ هنگ کنگ برگزار کردند و آنها در سال ۲۰۱۰ از یکدیگر جدا شدند.
در سال ۲۰۱۹ لی با نوازنده فرانسوری ژان میشل ژار ازدواج کرد.

## دانستنی‌ها

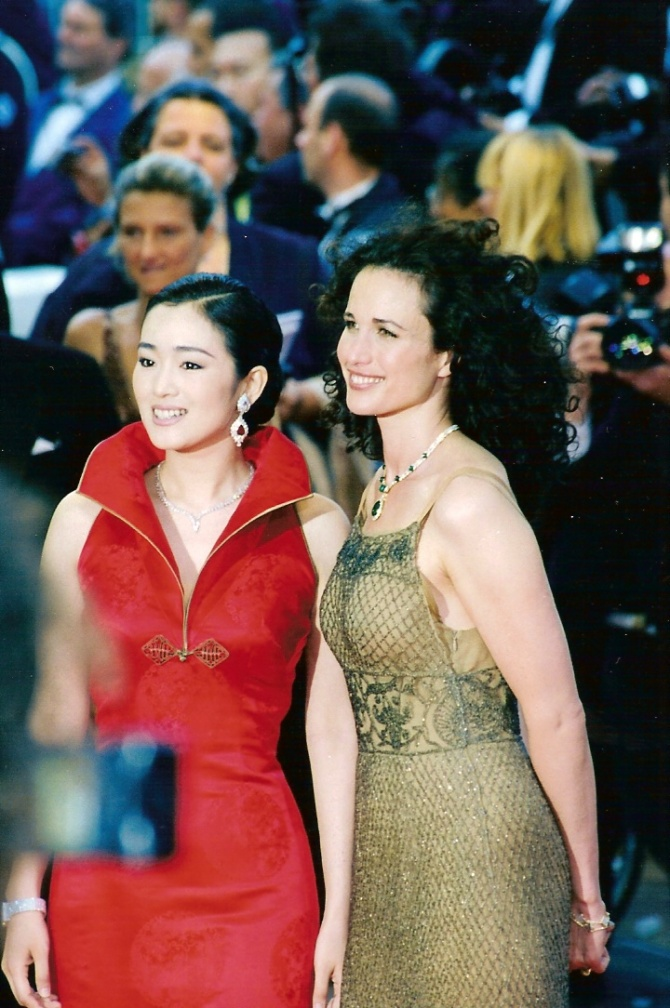

- در جشنواره فیلم ونیز (۲۰۰۲)، رئیس هیئت ژوری بود. همان جشنواره‌ای که در سال (۱۹۹۲) با بازی خیره‌کننده‌اش در «داستان کیوجو» برنده شیر طلایی بهترین بازیگر زن جشنواره شده بود[۲].
- در بیست و ششمین دوره جوایز فیلم هنگ کنگ، گونگ لی برای "نفرین گل طلایی" جایزه بهترین بازیگر زن را دریافت کرد[۳].
- در نظرخواهی روزنامه «بیجینگ نیوز» گونگ لی به عنوان زیباترین ستاره چینی در سال (۲۰۰۶) برگزیده شد[۴].
- نوع پوشش او در فیلم نفرین گل طلایی، در کشور چین جنجال‌برانگیز بود. گونگ لی از پوشیدن این لباس تنگ به این دلیل که نشاندهنده مد رایج در سلسله تانگ بوده، دفاع کرده‌است[۵].

## فیلم‌شناسی گونگ لی
سینما
| سال  | نام فیلم              | نقش              | نکته                  |
| ---- | --------------------- | ---------------- | --------------------- |
| ۱۹۸۷ | ذرت سرخ               | جیو آر           | برنده جایزه خرس طلایی |
| ۱۹۹۰ | جو دوو                | جو دوو           |                       |
| ۱۹۹۱ | فانوس قرمز را برافراز | سونگ لی ین       |                       |
| ۱۹۹۲ | داستان کیوجو          | کیوجو            |                       |
| ۱۹۹۳ | بدرود همخوابه من      | جو شی ین         |                       |
| ۱۹۹۴ | برای زندگی            | جیا جن           |                       |
| ۱۹۹۴ | معشوقه فاتح بزرگ      | امپراتریس لو     |                       |
| ۱۹۹۵ | مثلث شانگهای          | شیائو جین بائو   |                       |
| ۱۹۹۷ | جعبه چینی             | ویویان           |                       |
| ۱۹۹۸ | امپراتور و آدم‌کش      | جائو جی          |                       |
| ۲۰۰۴ | ۲۰۴۶                  | سو لی جن         |                       |
| ۲۰۰۴ | اروس                  | خانم هوآ         |                       |
| ۲۰۰۵ | خاطرات یک گیشا        | هاتسومومو        |                       |
| ۲۰۰۶ | میامی وایس            | ایزابلا          |                       |
| ۲۰۰۶ | نفرین گل طلایی        | شهبانو           |                       |
| ۲۰۰۷ | خیزش هانیبال          | موراساکی         |                       |
| ۲۰۱۰ | شانگهای               | آنا لان تینگ     |                       |
| ۲۰۱۱ | آنچه زنان می‌خواهند    | لی یی لونگ       |                       |
| ۲۰۱۸ | میمون شاه ۲           | دیو سپید استخوان |                       |
| ۲۰۲۰ | مولان                 | شی ین نیانگ      |                       |
| ۲۰۲۰ | جهش                   | لانگ پینگ        |                       |